# John Edward Gray
John Edward Gray, född 12 februari 1800 i Walsall, West Midlands, död 7 mars 1875 i London, var en brittisk zoolog och frimärkssamlare. Han hävdade att han var den förste frimärkssamlaren i världen. Under sin levnad skrev han över 1 000 böcker, avhandlingar, publikationer samt sina memoarer.
Gray var son till Samuel Frederic Gray som vid denna tid var en känd farmakolog och botaniker. Han var också äldre bror till zoologen George Robert Gray. Efter studier i London hjälpte John sin far med texten för boken The Natural Arrangement of British Plants (1821). Gray blev 1824 anställd som assistent vid British Museum och deltog i katalogiseringen av museets reptilsamling. Åren 1840–1874 var Gray föreståndare för den zoologiska avdelningen och utgav olika kataloger över museets samling med beskrivningar av djurgrupper och arter. Gray utökade även samlingen, så att den kom att bli en av världens ledande zoologiska samlingar.

## Gray som ornitolog
Gray beskrev och kategoriserade 31 arter mellan åren 1829 och 1863. Han har förärats att få ge vetenskapliga namn åt tre fåglar:
- Grays ökenlärka (Ammomanes grayi)  (Wahlberg, 1855)
- Rishäger (Ardeola grayii)  (Sykes, 1832)
- Safirsmaragd (Hylocharis grayi)  (Delattre & Bourcier, 1846)

## Gray som frimärkssamlare
Gray började redan innan första uppkomsten av frimärken samla liknade föremål. Den 6 maj 1840, som var utgivningsdagen för världens första frimärke, köpte han några exemplar för att samla dem. Gray inskränkte sig inte till brittiska frimärken utan samlade utgåvor från hela världen. 1861 gav han ut en lista med namnet Hand Catalogue of Postage Stamps, som liknade frimärkskataloger från idag. Men även en bokhandlare från Strasbourg, Oscar Berger-Levrault, betecknade sig som uppfinnare av frimärkskatalogen. Dessa kataloger var inte avsedda för allmänheten. Först några år senare fanns en version av Alfred Potiquet som gick att köpa i boklådor.